# Tempo universale
Il tempo universale (UT dall'inglese Universal Time) è una scala dei tempi basata sulla rotazione della Terra. Deriva dal Greenwich Mean Time (GMT), cioè dal giorno solare medio sopra il meridiano di Greenwich, che è considerato convenzionalmente come il meridiano zero.

## Storia
Prima dell'introduzione del tempo standard ogni città regolava i propri orologi secondo la posizione locale del sole; questo fatto aveva come effetto che città relativamente vicine usavano orari distanziati di alcuni minuti. Non ci furono problemi importanti finché le comunicazioni fra i vari insediamenti usavano più tempo della differenza di orari fra le due città. Ma quando i viaggi e le comunicazioni iniziarono a diventare più veloci (nella prima metà del XIX secolo nascono treno e telegrafo) si inizia a sentire questo problema. Ad esempio, un treno su una lunga tratta doveva aggiustare più volte il suo orologio per avere l'ora locale corretta.
Sebbene in teoria il mondo sia diviso in 24 zone temporali, ognuna delle quali coprente 15° di longitudine differendo da quella vicino per un'ora, per motivi politici si crearono 39 fusi orari. L'ora locale dell'osservatorio di Greenwich fu scelta come standard nella Conferenza internazionale dei meridiani del 1884 in quanto la maggior parte delle carte del tempo allora esistenti usavano il meridiano di Greenwich come riferimento. Quella stessa conferenza rifiutò la proposta di Sir Sandford Fleming di usare come punto di riferimento l'antimeridiano di Greenwhich. Nel 1929 tutti i paesi maggiori adottavano il sistema dei fusi orari.
Il primo paese ad adottare ufficialmente il tempo standard fu l'allora colonia britannica della Nuova Zelanda il 2 novembre 1868; decise di regolare tutti gli orologi del paese secondo l'ora locale alla longitudine 172° 30' est, ovvero in anticipo di 11 ore e 30 minuti rispetto a Greenwich.
Negli Stati Uniti ed in Canada le zone temporali furono introdotte il 18 novembre 1883 dall'American Railway Association. I giornali definirono quella giornata come "il giorno con due mezzogiorni". Non ci fu infatti una legge che decise questo cambiamento, ma solo una convenzione del sistema di comunicazione ferroviario. Data l'importanza delle comunicazioni lentamente il nuovo sistema venne adottato anche in altri ambiti, non senza problemi, finché non diventò legge nel 1918, insieme all'introduzione dell'ora legale.
In Italia l'adozione del sistema dei fusi orari fu introdotto con un regio decreto del 10 agosto 1893 e entrò in vigore il 31 ottobre dello stesso anno. Il meridiano di riferimento per il fuso orario al quale appartiene l'Italia passa per Termoli - Etna.

## Misurazione
Il tempo si misura basandosi sulla rotazione della Terra ed osservando quando i corpi celesti attraversano un meridiano, ogni giorno. Gli astronomi preferiscono usare questo metodo anziché l'osservazione del Sole perché risulta più preciso. Al giorno d'oggi, il Tempo universale è determinato, rispetto al tempo atomico internazionale, tramite le osservazioni di quasar molto distanti usando l'interferometria a lunghissima base (VLBI), arrivando ad una precisione di alcuni microsecondi. La maggior parte degli standard che riguardano l'astronomia ed i corpi celesti usano l'UT1, ma a volte è usato anche l'UTC.
La rotazione della Terra e la sua influenza sul Tempo universale è monitorata dall'International Earth Rotation and Reference Systems Service (IERS). L'Unione Astronomica Internazionale è consultata per la definizione degli standard, ma la decisione finale è compito dell'International Telecommunication Union (ITU). Infatti, la rotazione della Terra è irregolare, inoltre la lunghezza del giorno aumenta gradualmente a causa dell'accelerazione di marea. Oltre a questo, la prima definizione del secondo effemeride era basata sulle osservazioni della Luna tra il 1750 ed il 1890; questo causava l'allungamento del giorno solare medio dai classici 86.400 secondi. Data l'irregolarità del Tempo universale, gli astronomi introdussero il tempo effemeride che in seguito fu sostituito dal tempo terrestre. Tuttavia, il Tempo universale è sincronizzato con la rotazione terrestre, e quindi con il giorno e la notte, e segue la sua irregolarità, mentre il tempo degli orologi atomici non ha irregolarità ed è molto più preciso. Per mantenere la corrispondenza fra queste due scale, quando necessario viene introdotto un secondo intercalare.
Il tempo dinamico baricentrico (TDB) è una forma del tempo atomico usato nel calcolo delle effemeridi dei pianeti, per due motivi. Per prima cosa, queste effemeridi sono legate all'osservazione ottica, o attraverso i radar, del movimento dei pianeti, e la scala TDB è misurata in modo da seguire i principi di Newton sul movimento con le correzioni della relatività generale. In secondo luogo, la scala temporale basata sulla rotazione terrestre non è uniforme, ma segue le irregolarità del movimento; per questo motivo non è adatta a predire le orbite degli oggetti celesti.
Il termine "Tempo universale" è stato adottato internazionalmente nel 1928, perché più preciso rispetto a "giorno medio di Greenwich" che può riferirsi al giorno astronomico (inizia a mezzogiorno) o al giorno civile (inizia a mezzanotte). Tuttavia l'uso di "giorno medio di Greenwich" rimane nel linguaggio comune nell'accezione civile del significato.

## Versioni
Su proposta di William Markowitz nel 1955, sono state definite diverse versioni del Tempo universale:
- UT0 è il tempo universale calcolato dall'osservazione del movimento giornaliero delle stelle o sorgenti radio extragalattiche, o dalle osservazioni della Luna e dei satelliti artificiali. Questo calcolo si rivela errato data la diversa posizione del polo terrestre geografico dal polo di rotazione.
- UT1 deriva dal UT0 correggendo l'errore dovuto ai due poli e definisce il vero angolo di rotazione della Terra rispetto ad una griglia di riferimento fissa. Tuttavia, data la velocità non uniforme della rotazione terrestre UT1 ha un'incertezza di ±3 millisecondi al giorno.
  - UT1R è la correzione del UT1 nel breve periodo.
- UT2 è poco usata ed ha solo un interesse storico. L'UT1 ha delle irregolarità che derivano da variazioni stagionali che possono essere corrette con la formula:

{\displaystyle UT2=UT1+0.0220\cdot \sin(2\pi t)-0.0120\cdot \cos(2\pi t)-0.0060\cdot \sin(4\pi t)+0.0070\cdot \cos(4\pi t)\;{\mbox{secondi}}}
dove t è il tempo come frazione dell'anno besseliano.
- UTC è lo standard internazionale su cui si basa il tempo civile. È misurato usando orologi atomici, ed è tenuto entro 0,9 secondi dal UT1 tramite l'introduzione, quando occorre, di un secondo intercalare. Se non è richiesta una precisione maggiore di un secondo, l'UTC può essere usato al posto del UT1; la differenza fra questi due orari è chiamata DUT1.